# Gioia Barbieri
Gioia Barbieri (Forlimpopoli, 9 juli 1991) is een tennisspeelster uit Italië. Barbieri begon met tennis toen zij zes jaar oud was. Haar favoriete ondergrond is hardcourt. Zij speelt rechtshandig en heeft een tweehandige backhand. Sinds haar zeventiende opereert zij als beroepsspeelster.

## Loopbaan

### Enkelspel
Barbieri debuteerde in 2005 op het ITF-toernooi van Rimini (Italië). Zij stond in 2010 voor het eerst in een finale, op het ITF-toernooi van Imola (Italië) – hier veroverde zij haar eerste titel, door landgenote Verdiana Verardi te verslaan. Tot op hedenapril 2016 won zij acht ITF-titels, de meest recente in 2015 in Solarino (Italië).
In 2014 kwalificeerde Barbieri zich voor het eerst voor een WTA-hoofdtoernooi, op het toernooi van Stuttgart. Zij bereikte nog geen WTA-enkelspelfinale.

### Dubbelspel
Barbieri behaalde in het dubbelspel betere resultaten dan in het enkelspel. Zij debuteerde in 2006 op het ITF-toernooi van Imola (Italië) samen met landgenote Vivienne Vierin. Zij stond in 2009 voor het eerst in een finale, op het ITF-toernooi van Foggia (Italië), samen met landgenote Anastasia Grymalska – hier veroverde zij haar eerste titel, door het Italiaanse duo Alice Moroni en Anna Remondina te verslaan. Tot op hedenapril 2016 won zij vijftien ITF-titels, de meest recente in 2016 in Amiens (Frankrijk).
In 2011 speelde Barbieri voor het eerst op een WTA-hoofdtoernooi, op het toernooi van Palermo, samen met landgenote Anastasia Grymalska. Zij bereikten er de tweede ronde. Zij stond in 2015 voor het eerst in een WTA-finale, op het toernooi van Katowice, samen met landgenote Karin Knapp – zij verloren van het koppel Ysaline Bonaventure en Demi Schuurs.

## Posities op deWTA-ranglijst
Positie per einde seizoen:
| jaartal | ranking enkelspel | ranking dubbelspel |
| ------- | ----------------- | ------------------ |
| 2009    | 911               | 896                |
| 2010    | 425               | 541                |
| 2011    | 344               | 324                |
| 2012    | 300               | 262                |
| 2013    | 265               | 321                |
| 2014    | 200               | 220                |
| 2015    | 354               | 260                |

## Palmares
| Legenda                 |
| ----------------------- |
| Grandslamtoernooi       |
| Olympische Spelen       |
| Year-End Championships  |
| Premier Mandatory       |
| Premier Five / WTA 1000 |
| Premier / WTA 500       |
| International / WTA 250 |
| Challenger / WTA 125    |

### WTA-finaleplaatsen enkelspel
Geen.

### WTA-finaleplaatsen vrouwendubbelspel
| nr.              | finaledatum | toernooi     | ondergrond    | partner     | tegenstandsters                  | score            |         |
| ---------------- | ----------- | ------------ | ------------- | ----------- | -------------------------------- | ---------------- | ------- |
| Gewonnen finales |             |              |               |             |                                  |                  |         |
| Geen.            |             |              |               |             |                                  |                  |         |
| Verloren finales |             |              |               |             |                                  |                  |         |
| 1.               | 2015-04-12  | WTA Katowice | hardcourt (i) | Karin Knapp | Ysaline Bonaventure Demi Schuurs | 5-7, 6-4, [6-10] | details |